# Carlomagno Peralta

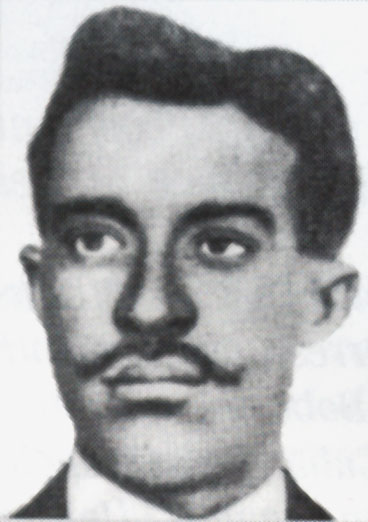
Retrato de Carlomagno Peralta.

Carlomagno Peralta (en francés: Charlemagne Péralte) (Hincha, 1886 - Grande-Rivière-du-Nord, 1 de noviembre de 1919) fue un líder nacionalista haitiano que se opuso a la invasión de su país por los Estados Unidos en 1915. 

## Primeros años
Nacido en 1886 en el centro de la ciudad de Hincha (antiguamente dominicana, actualmente haitiana), su padre fue el general Massena Remi Peralta. 
Peralta nació dentro de una de las pocas familias dominicanas que tras las invasiones haitianas de la primera mitad del siglo XIX no se trasladaron hacia el este de la isla. Peralta es venerado en Haití.

## Resistencia a la guerrilla
Oficial de carrera, Carlomagno Peralta fue el jefe militar de la ciudad de Léogâne, por donde el Cuerpo de Marines de los Estados Unidos invadió Haití en julio de 1915.
Se negó a rendirse a las tropas extranjeras, sin combates. Peralta renunció a su cargo y regresó a su ciudad natal de Hincha para cuidar la tierra de su familia. En 1917, fue detenido por asaltar la casa de un oficial estadounidense de las tropas de ocupación, y fue condenado a cinco años de trabajos forzados. Al escapar de su cautiverio, Carlomagno Peralta se reunió con un grupo de rebeldes nacionalistas y comenzó la guerra de guerrillas contra las tropas de los Estados Unidos.
Las tropas dirigidas por Peralta se llamaron "Cacos", un nombre proveniente de las zonas rurales que históricamente tomaron parte en la agitación política de finales del siglo XIX en Haití. Los guerrilleros Cacos eran tan fuertes adversarios que los Estados Unidos mandaron un contingente de Marina hacia Haití.

## Traición y muerte

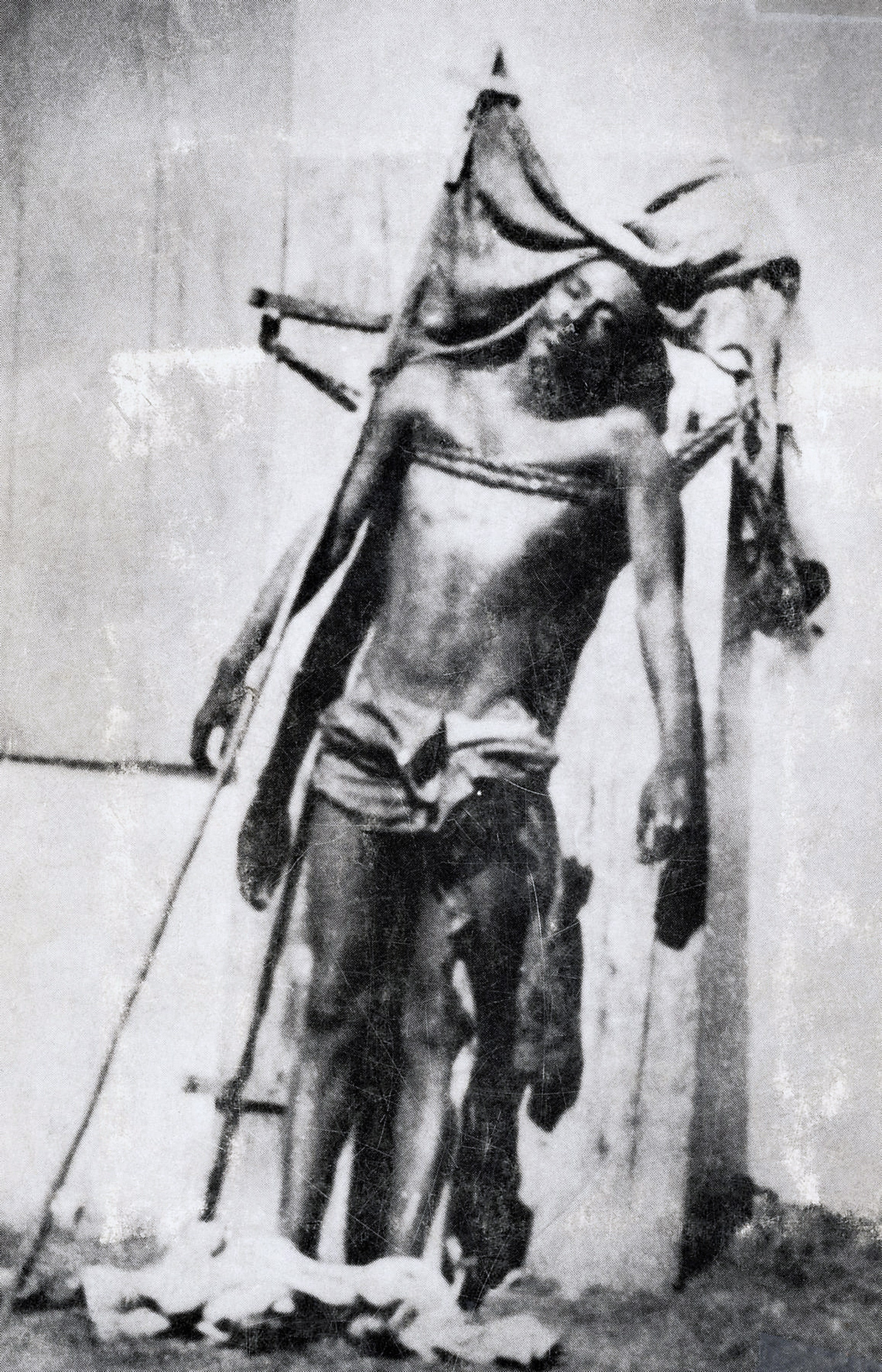
El cuerpo de Charlemagne Peralta.

Después de dos años de la guerra de guerrillas, Peralta los condujo para declarar un gobierno provisional en el norte de Haití; Carlomagno Peralta fue traicionado por uno de sus oficiales, Jean-Baptiste Conzé, quien dirigió encubierto al oficial del USMC alférez Herman H. Hanneken al campamento de los rebeldes, cerca de Grande-Rivière-du-Nord.
Peralta recibió un disparo en el corazón durante la breve pelea que se produjo.
Con el fin de desmoralizar a la población haitiana, las tropas de los Estados Unidos tomaron una foto del cuerpo de Carlomagno Peralta atado a una puerta, y la distribuyeron en el país. El efecto fue el contrario. Traicionado y asesinado a los 33 años, Carlomagno Peralta tomó la dimensión de un mártir de la nación haitiana.
Los restos de Carlomagno Peralta fueron desenterrados después de finalizar la ocupación de los EE. UU. en 1935. Su madre fue capaz de identificar el cadáver a causa de sus dientes de oro. Un funeral nacional, al que asistieron el entonces presidente de Haití, Sténio Vincent, fue celebrado en Cabo Haitiano, donde su tumba se conserva todavía hoy en día.
Un retrato de Carlomagno Peralta ahora se puede ver en una moneda emitida por el gobierno de Jean-Bertrand Aristide en 1994.